# باتريك بوند
باتريك بوند (بالإنجليزية: Patrick Bond)‏ هو اقتصادي وجغرافي جنوب أفريقي، ولد في 1961 في بلفاست في المملكة المتحدة.